# Niemszyn
Niemszyn (ukr. Німшин, dawniej Niemczyn) – wieś na Ukrainie, w  obwodzie iwanofrankiwskim, w rejonie halickim, nad Dniestrem.